# Casco histórico de Tallin

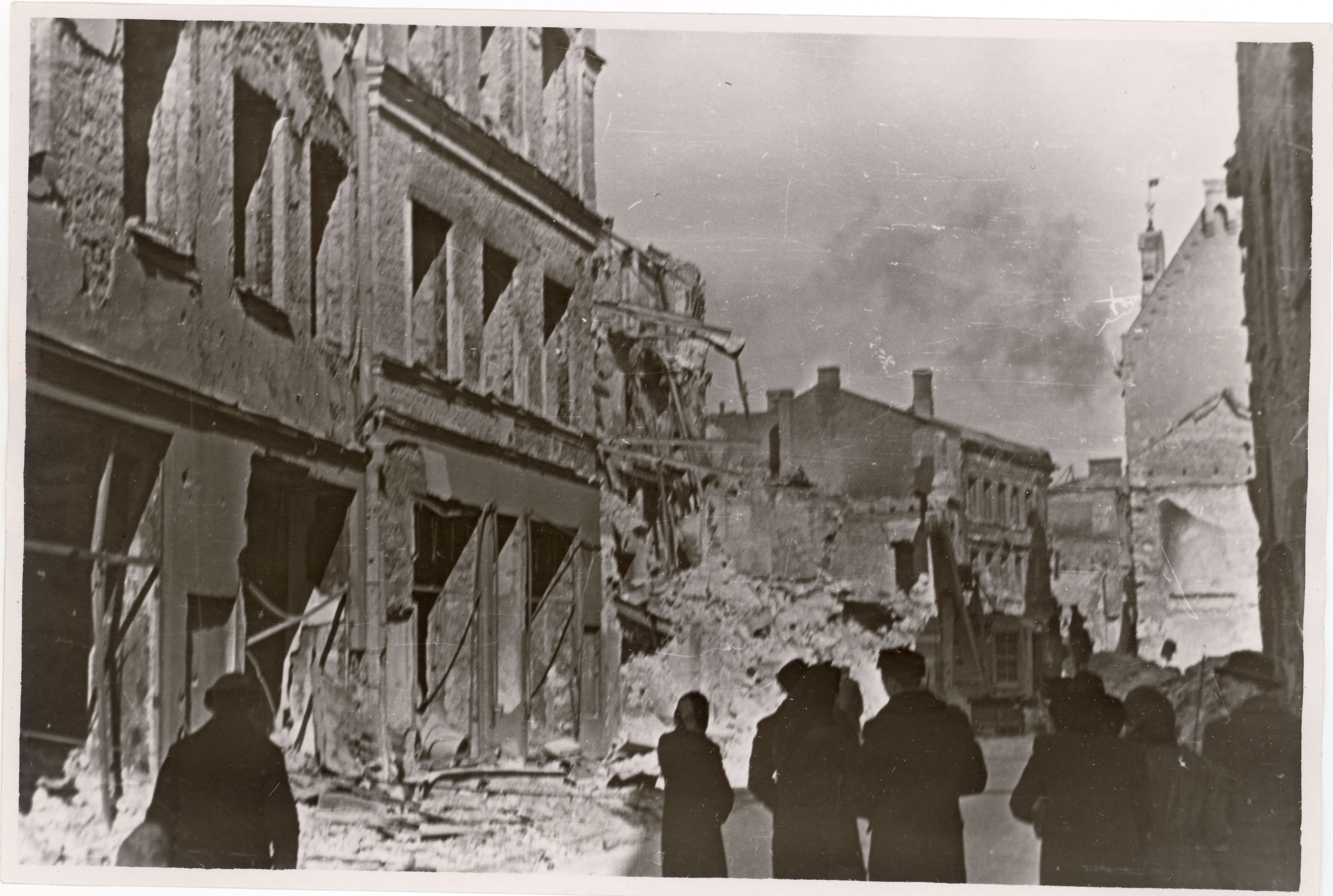
La calle Harju en el casco antiguo de Tallin tras el bombardeo aéreo soviético en marzo de 1944.

El Casco histórico de Tallin —en estonio: Tallinna vanalinn— es la parte más antigua de la capital de Estonia. Ha logrado conservar en su totalidad su estructura de origen medieval y hanseático, representando un trazado urbano excepcionalmente intacto del siglo XIII. Desde 1997, esta área forma parte del Patrimonio de la Humanidad de la UNESCO. El Casco histórico de Tallin está delimitada por las Murallas de Tallin, abarca una superficie de 113 hectáreas y cuenta con una zona de amortiguamiento de 2253 hectáreas.
La mayoría de sus edificaciones fueron construidas entre los siglos XIII y XVI.
Durante la Segunda Guerra Mundial, cuando el ejército alemán ocupaba Estonia entre 1941 y 1944, el Casco histórico de Tallin fue objeto de varios bombardeos aéreos por parte de la aviación soviética. En la incursión más devastadora, ocurrida entre el 9 y 10 de marzo de 1944, se lanzaron más de mil bombas incendiarias sobre Tallin, lo que provocó numerosos incendios, destruyó alrededor del 10 % de los edificios del Casco histórico, causó la muerte de cientos de personas y dejó a más de 20 000 sin hogar.